# Storjorda
Storjorda est une localité du comté de Troms, en Norvège.

## Géographie
Administrativement, Storjorda fait partie de la kommune de Kvæfjord.